# Dracaena umbraculifera
Dracaena umbraculifera är en sparrisväxtart som beskrevs av Nikolaus Joseph von Jacquin. Dracaena umbraculifera ingår i släktet dracenor, och familjen sparrisväxter. Inga underarter finns listade i Catalogue of Life.